# Урк (станция метро)
Урк (фр. Ourcq) — станция линии 5 Парижского метрополитена, расположенная в XIX округе Парижа. Названа по одноимённой улице (фр. Rue de l'Ourcq), получившей своё имя по реке Урк и Уркскому каналу, расположенному к северу от станции.

## История
- Станция открылась 12 октября 1942 года в составе пускового участка Гар-дю-Нор — Эглиз-де-Пантен, заменившего собой юго-западную дугу линии, перешедшую в состав линии 6.
- Пассажиропоток по станции по входу в 2012 году, по данным RATP, составил 3 935 070 человек[2]. В 2013 году этот показатель снизился до 3 792 001 пассажиров (136 место по уровню входного пассажиропотока в Парижском метро)[3].

## Дизайн
- Оформление станции выполнено в стиле Ouï-dire в красных тонах.

## Галерея

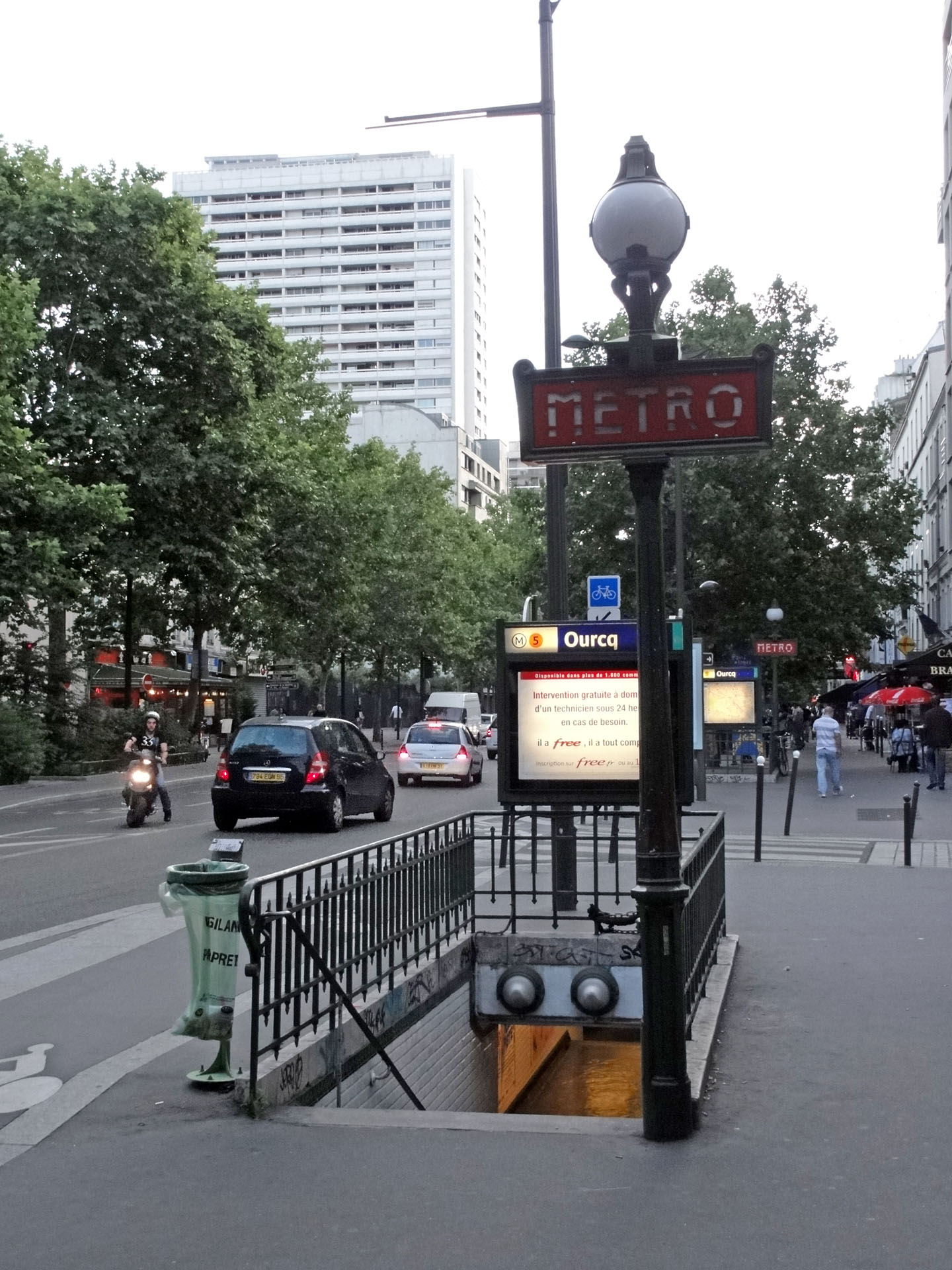
Лестничный сход
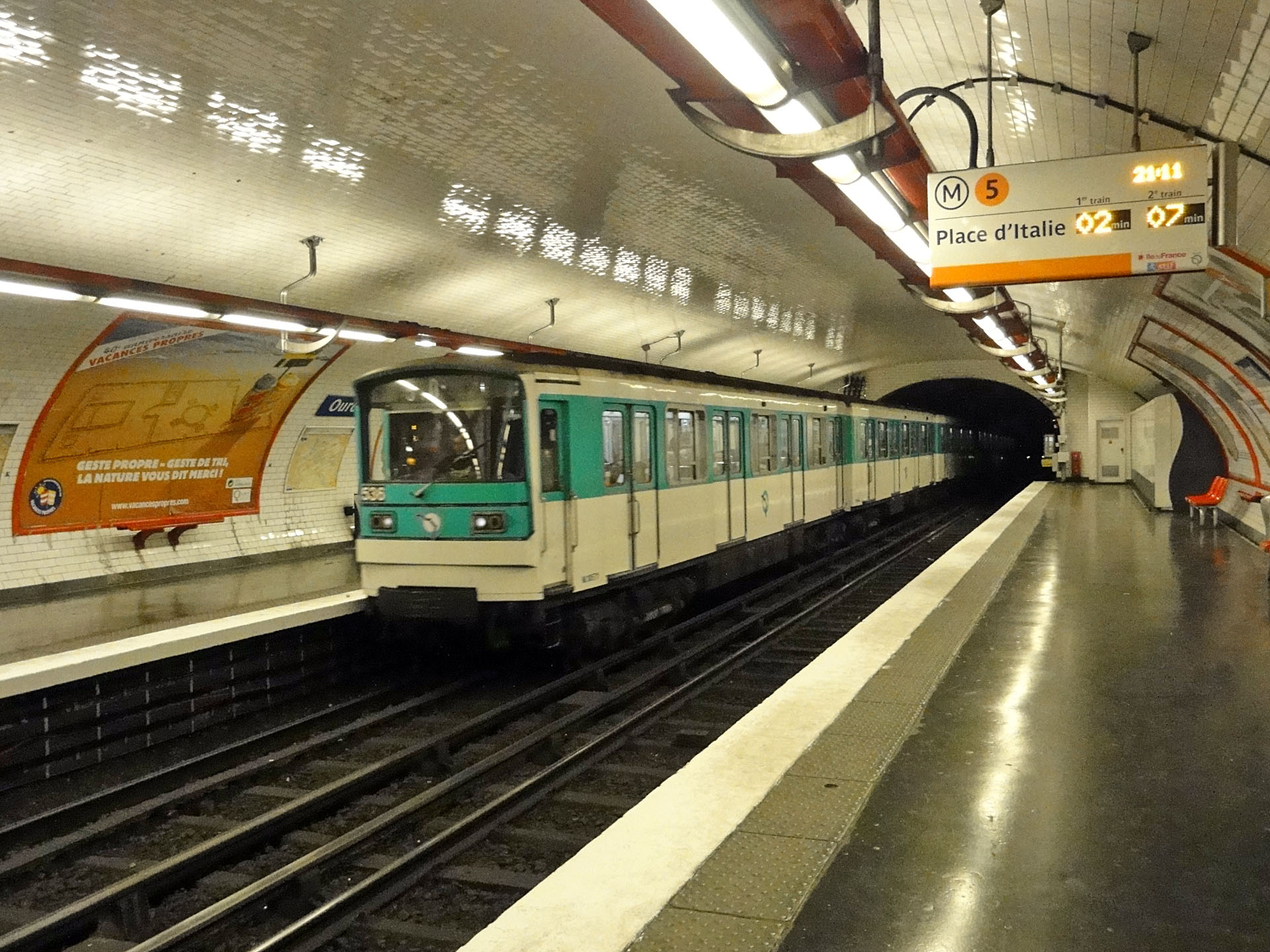
Состав модели MF 67 на станции
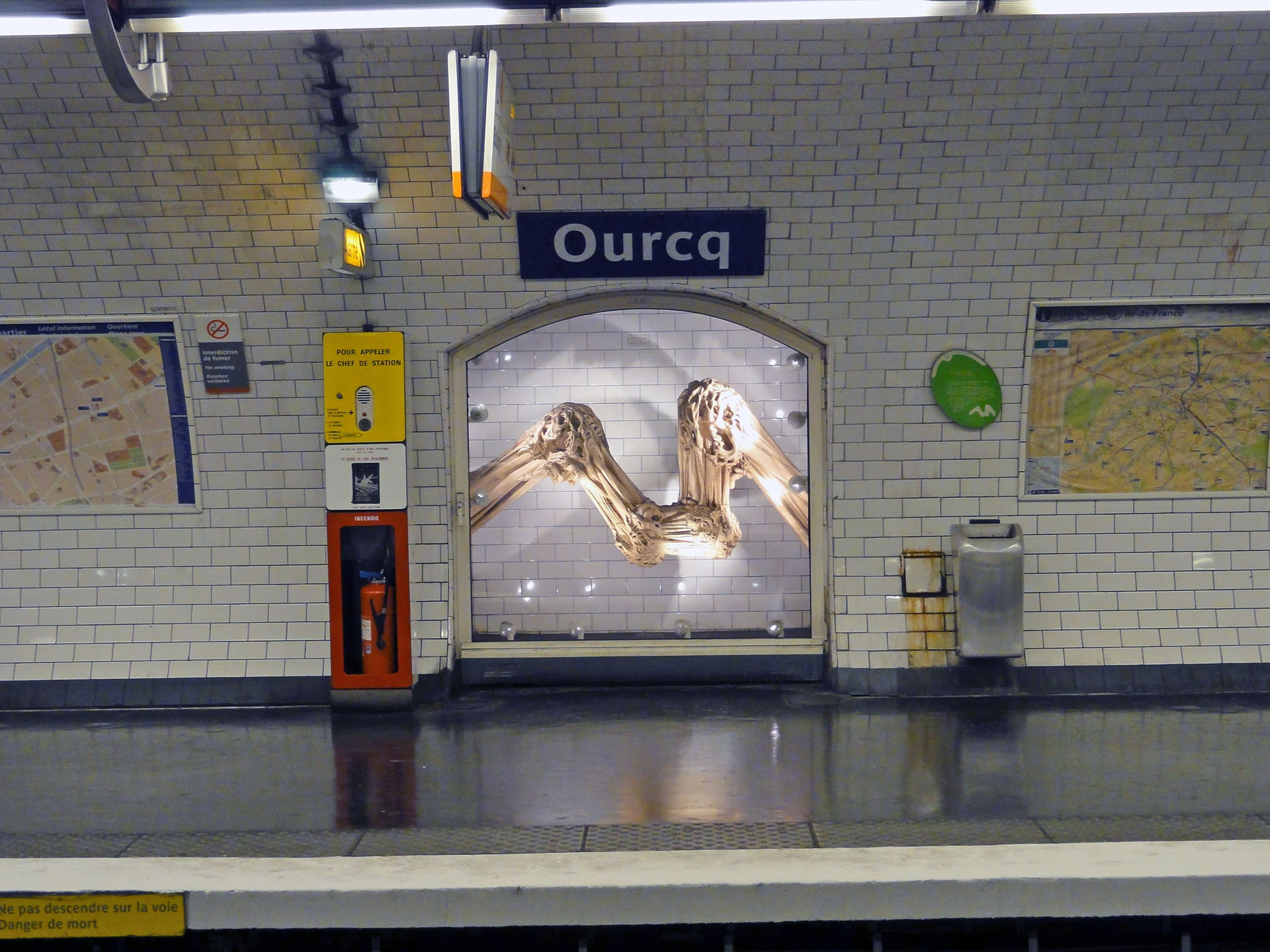
Оформление путевой стены
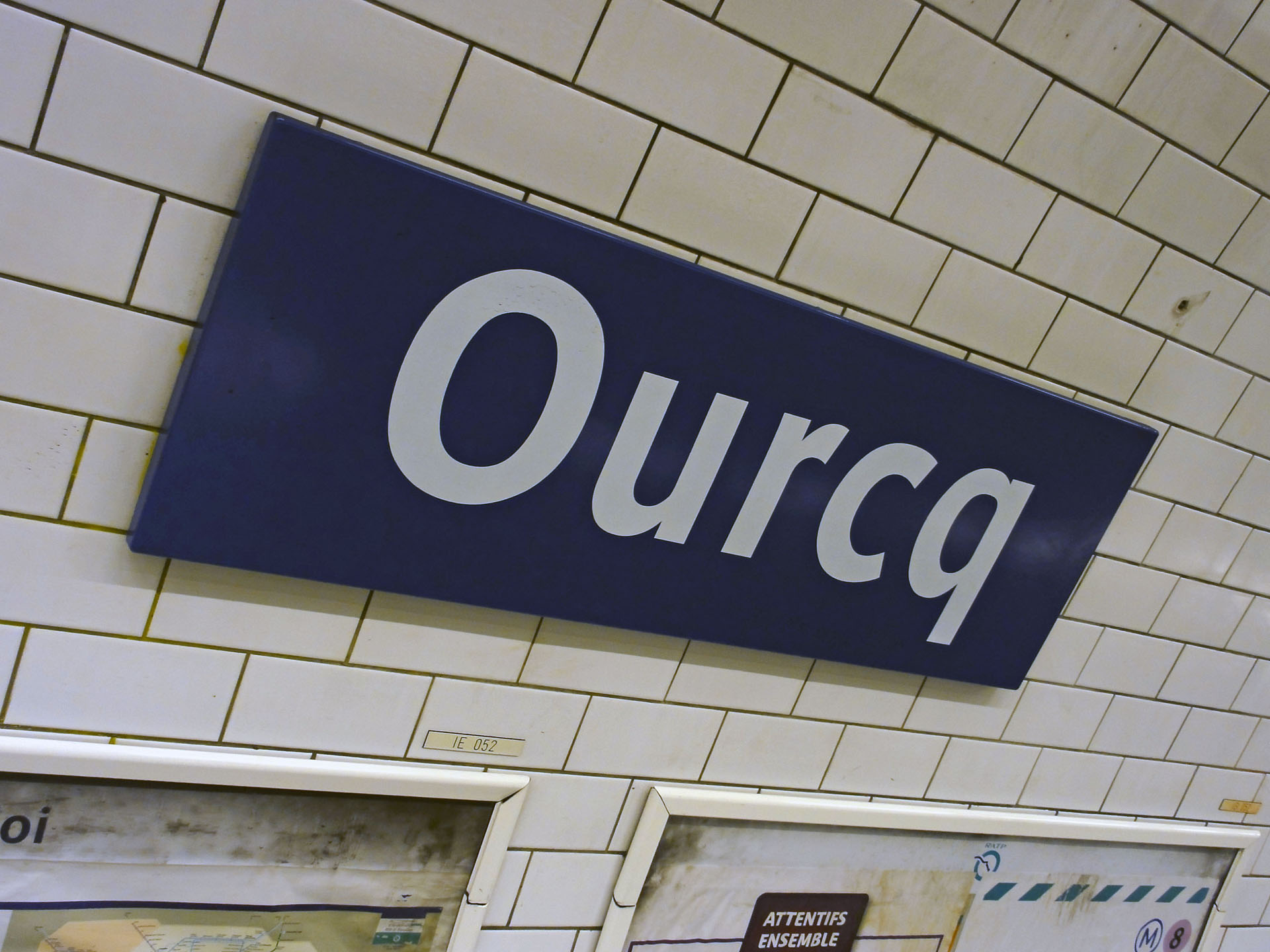
Вывеска с названием станции